# Ephoria chosenibia
Ephoria chosenibia là một loài bướm đêm trong họ Geometridae.